# Jesús Ruiz Molina
Jesús Ruiz Molina, M.C.C.J. (La Cueva de Roa, Burgos, España, 23 de enero de 1959) es un religioso comboniano español que actualmente es obispo de Mbaïki, en República Centroafricana.

## Biografía

### Formación
Estudió tanto en el Seminario Menor como, posteriormente, en el Seminario Mayor de Burgos. 
Estudios de filosofía y teología en el Seminario Metropolitano de Valencia en Moncada, ampliando sus estudios en teología en París y Salamanca.

### Vida religiosa
Realizó sus primeros votos el 25 de mayo de 1985, mientras que  los votos solemnes los realizó el 24 de abril de 1988. 

### Sacerdocio
Fue ordenado sacerdote 11 de julio de 1987. 
Fue formador en el postulantado comboniano y responsable de los Laicos Misioneros Combonianos en España entre los años 2002-2008. Fue provincial en Chad en 2008. Desde 2013 a 2015 fue consejero de la Delegación comboniana en África Central.

## Episcopado

### Obispo Auxiliar de Bangassou
El papa Francisco lo nombró obispo auxiliar de Bangassou el 11 de julio de 2017, recibiendo la consagración episcopal el 12 de noviembre de ese año.

### Obispo de Mbaïki
El 10 de marzo de 2021, fue nombrado obispo de Mbaïki, tras la renuncia por edad del prelado italiano Guerrido Perin. Tomó posesión el 25 de abril de 2021.